# South Lebanon (Ohio)
South Lebanon is een plaats (village) in de Amerikaanse staat Ohio, en valt bestuurlijk gezien onder Warren County.

## Demografie
Bij de volkstelling in 2000 werd het aantal inwoners vastgesteld op 2538.
In 2006 is het aantal inwoners door het United States Census Bureau geschat op 3379, een stijging van 841 (33.1%).

## Geografie
Volgens het United States Census Bureau beslaat de plaats een oppervlakte van
4,4 km², waarvan 4,3 km² land en 0,1 km² water. South Lebanon ligt op ongeveer 248 m boven zeeniveau.

## Plaatsen in de nabije omgeving
De onderstaande figuur toont nabijgelegen plaatsen in een straal van 12 km rond South Lebanon.